# Heavenly Melodies
 (mars 2015).
Si vous disposez d'ouvrages ou d'articles de référence ou si vous connaissez des sites web de qualité traitant du thème abordé ici, merci de compléter l'article en donnant les références utiles à sa vérifiabilité et en les liant à la section « Notes et références ».
Heavenly Melodies est un groupe burundais de musique gospel.

## Historique
Créé le 15 mai 2005, à Bujumbura par Fabrice Nzeyimana et quelques chanteurs chrétiens dont certains sont devenus des artistes reconnus du gospel burundais comme Fortran, Ngabire ou Clark, Heavenly Melodies est une figure incontournable dans la sphère gospel burundaise regroupant près de quatre-vingts artistes (chanteurs, musiciens, danseurs) chrétiens de différentes nationalités et origines sociales qui ont décidé d’aller au-delà des différences (entre protestants, catholiques, anglicans, méthodistes etc.) et d’agir ensemble pour vivre leur passion et véhiculer le message de Dieu de par leur art.

## Discographie

### Ico Nipfuza,
En 2005, le groupe entre en studio et sort Ico Nipfuza, premier album comportant la chanson du même titre sur laquelle on retrouve les voix de Fabrice, Ngabire et Claudia qui devient un succès dès sa sortie [réf. nécessaire] et qui est aujourd’hui l’une des chansons burundaises qui ont été le plus visionnées sur Internet via le site YouTube, la chanson Nyen’Ubutore, enregistrée avec Apollinaire aux sonorités empruntées au folk rwandais devient un succès en radio [réf. nécessaire]. La carrière du groupe décolle ainsi dès le premier album.

### Umwizigirwa
Fabrice Nzeyimana, leader du groupe écrit une quinzaine de chansons pour le deuxième album du groupe et travaille avec Dudu, un de ses amis chanteur et producteur sur la réalisation de ce second projet studio, l’album, finalement, comptera dix titres et associe des styles qui vont du r&b au country en passant par le zouk, tandis que certains chanteurs du groupe rejoignent Fabrice au studio pour travailler sur l’album en préparation, d’autres suivent des cours de chant avec Ngabire (alors vice-présidente du groupe) en préparation à la série de concerts qui suivront pour accompagner l’album.
Au mois de juin 2009, le second album de Fabrice et Heavenly Melodies sort sous le titre Umwizigirwa, l’album reçoit un accueil chaleureux en radio et est applaudi par la critique [réf. nécessaire], les titres You are Holy, Muniache nimbe, Humura et Ndafis’Imana sont diffusés sur presque toutes les stations radio locales [réf. nécessaire]. Le 15 novembre 2009, le groupe donne un concert dans l’amphithéâtre de l’école internationale de Bujumbura pour présenter ce nouvel album, alors qu’ils font salle comble, des problèmes techniques font que le concert commence avec une heure de retard, malgré quoi le concert est très applaudi[réf. nécessaire]. 
Dans les premières semaines de l'année 2010, le premier clip vidéo extrait de l’album sort, Umukunzi reçoit un accueil mitigé, le second clip vidéo sera celui de la chanson désignée comme étant la plus célèbre de l’album ; c’est la chanson Humura sur laquelle on retrouve la voix de Ngabire, une des chanteuses du groupe et qui devient en peu de temps un tube, le titre aura un écho favorable jusqu’au Rwanda.

### Ibihe
À la fin de l’année 2010, Fabrice enregistre le titre Ibihe en collaboration avec Chance, une des chanteuses alto de Heavenly Melodies, cette chanson lui inspire un album sur le thème des temps qui changent, construit sur un message d’espoir, il compose ainsi de nouvelles chansons et reprend des chansons qui n’avaient pas été retenues sur les albums précédents en vue de ce qui sera le troisième album de Fabrice et Heavenly Melodies.
Pour ce nouveau projet, le producteur sera Marc, un des pianistes du groupe, devenu producteur et qui avait enregistré le titre Isengesho ry’Igihugu incluant des voix de mass-choir, un style inédit car beaucoup d’autres producteurs avaient jugé la chose impossible en l’absence de studios très sophistiqués. Ainsi, cet album sera assez différent des précédents car le groupe est beaucoup plus mis en avant ; Fabrice et Marc qui travaillent jour et nuit en studio pour pouvoir sortir l’album à Pâques s’amusent à créer des styles nouveaux en incluant des sonorités africaines (comme sur les chansons Ikimpumuriza, Nyakati, Kira Mama) et orientales (sur le titre Umwe). 
Ce troisième album, intitulé Ibihe (en français : les temps ou les saisons) s’annonce comme celui de la maturité artistique de Fabrice et Heavenly Melodies, il sera lancé officiellement deux jours avant Pâques, le vendredi 22 avril 2011 lors d’un concert du groupe à l’Institut Français du Burundi (nouvelle appellation du Centre Culturel Français de Bujumbura).

## Concerts, récompenses et collaborations
En décembre 2006, Heavenly Melodies donne son premier concert à l’hôtel Novotel. L’année suivante, le groupe est choisi pour concourir dans la catégorie meilleur artiste ou groupe Gospel dans le concours « Vision pour Demain » organisé par la télévision nationale burundaise d’où il sort 3e. En 2008, un groupe de chanteurs belges viennent donner un concert à Bujumbura et choisissent de se produire aux côtés de Heavenly Melodies. Quelques mois plus tard, le groupe accompagne Richard Nik, un célèbre chanteur rwandais qui est venu se produire au Burundi, la même année Heavenly Melodies remporte le trophée du Burundian Gospel Award 2008.

## Un Groove Award auKenyaet un concert hors pair
En mai 2010, Fabrice Nzeyimana (qu’il serait difficile de dissocier avec Heavenly Melodies car il a, non seulement créé ce groupe mais aussi écrit toutes les chansons des albums) est nommé dans la catégorie meilleur artiste burundais aux Groove Awards au Kenya, trophée qu’il remporte, il dira à ce sujet « c’est un honneur pour moi, je remercie le Seigneur et merci à tous ceux qui ont voté pour moi, merci à mon groupe qui est extraordinaire, Dieu vous bénisse » [réf. nécessaire]. 
Deux mois plus tard, le 9 juillet 2010 au Centre Culturel Français, Heavenly Melodies crée l’évènement à Bujumbura avec un concert qui restera reconnu comme un des plus beaux jamais offert par des artistes burundais. Ils y interprètent leurs plus grands succès : ceux du premier album, principalement les chansons de l’album Umwizigirwa et des reprises de classiques, le concert offre un subtil mélange entre tradition et modernité. Le concert est aussi l’occasion de découvrir de nouveaux chanteurs qui se produisent en solo comme Claudia, Laude, Chance, Ngabire et d’autres ; l’un des moments clés du concert est l’hommage au Burundi avec la musique de l’hymne national (tout le public s’était levé) suivi de chants aux sonorités traditionnelles et de la chanson Isengesho ry’Igihugu (en français « prière pour le pays ») sur laquelle on retrouve dix chanteurs du groupe (qui figurera sur le troisième album de Heavenly Melodies). De ce concert live sortira une autre vidéo You Are Holy qui, avec Humura, est un des plus grands succès de l’album Umwizigirwa.